# (2449) Кенос
(2449) Кенос (лат. Kenos) — небольшой астероид, который относится к группе астероидов пересекающих орбиту Марса и принадлежащий к яркому спектральному классу E. Он был открыт 8 апреля 1978 года чилийским астрономом Уильямом Лиллером в обсерватории Серро-Тололо и назван в честь первого мужчины в мифологии аборигенов Огненной Земли.

Орбита астероида Кенос и его положение в Солнечной системе
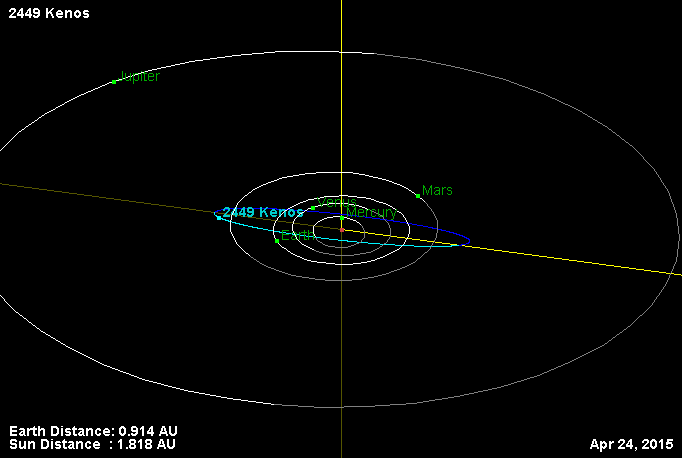
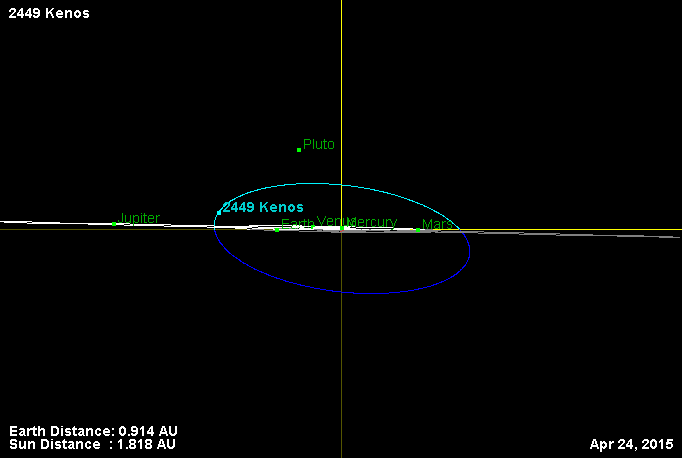

Фотометрические наблюдения, проведённые в 2007 году в обсерватории Палмер-Дивайд, позволили получить кривые блеска этого тела, из которых следовало, что период вращения астероида вокруг своей оси равняется 3,8492 ± 0,0008 часам, с изменением блеска по мере вращения 0,20 ± 0,03 m.